# Karl Plomin
Karl Plomin (* 1. Januar 1904 in Hamburg-Winterhude; † 7. Januar 1986 in Hamburg-Poppenbüttel) war ein deutscher Gartenarchitekt. Bekannt ist er durch die Parkanlage „Planten un Blomen“ im Zentrum Hamburgs.

## Leben
Nachdem er seine Ausbildung zum Gärtner an der Staatlichen Gewerbeschule in Hamburg abgeschlossen hatte, studierte er an der TU München Städtebau. Anschließend war er im städtischen Gartenamt in Hamburg angestellt. 1935 eröffnete er sein Büro in Hamburg-Poppenbüttel und gestaltete als Garten- und Landschaftsplaner die „Niederdeutsche Gartenschau“ („Planten un Blomen“) auf dem Gelände des ehemaligen Hamburger Zoos und den Dammtorfriedhöfen. Nachdem er von 1940 bis 1944 für das Deutsche Reich im Kriegsdienst stand, geriet er 1945 in britische Gefangenschaft. Nach dem Zweiten Weltkrieg baute er sein Büro wieder auf. 1953 eröffnete die von ihm gestaltete Internationale Gartenbauausstellung (IGA) 1953 in Hamburg. 1963 wurde er mit der Gesamtleitung der IGA 1963 beauftragt. Der älteste seiner drei Söhne, Peter Plomin, wurde 1967 Teilhaber im Gartenarchitekturbüro. Im Rahmen der IGA '73 bearbeitete er einige Teile des Geländes von „Planten un Blomen“ neu. 1984 wurde er Ehrenmitglied im Bund Deutscher Landschaftsarchitekten. Am 7. Januar 1986 starb Karl Plomin in Hamburg-Poppenbüttel.

## Werke (Auszug)
- Niederdeutsche Gartenschau „Planten un Blomen“, Hamburg, 1935
- Staudengarten der Bundesgartenschau 1951 in Hannover
- IGA '53 in Hamburg
- IGA '63 in Hamburg
- IGA '73 in Hamburg, Überarbeitung einiger Teile des Geländes „Planten un Blomen“
- Kurpark Malente, 1962

## Schriften
- Der vollendete Garten: die Kunst, mit Pflanzen umzugehen, dargestellt in 23 Vegetationsbildern, Ulmer-Verlag, Stuttgart 1975, ISBN 3-8001-6070-6.
- mit Karl Heinz Hanisch: Bäume und Sträucher pflanzen und pflegen, Stichnote, Darmstadt 1965, OCLC 809941700.

## Auszeichnungen
- Ehrenmitglied des bdla